# U Thant
U Thant est un nom birman ; les principes des noms et prénoms ne s'appliquent pas ; U et Daw sont des titres de respect.
Maha Thray Sithu U Thant, en birman formel သန့်၊ ဦး (/ˌuː ˈθɑːnt/), né le 22 janvier 1909 à Pantanaw (Birmanie) et mort le 25 novembre 1974 à New York (États-Unis), est un homme politique birman, troisième secrétaire général des Nations unies de 1961 à 1971.

## Biographie
U Thant poursuit ses études à l'université de Rangoun et devient professeur en 1928 puis directeur de 1931 à 1947 de la Pantanaw National High School. En 1947, après le vote par l'Assemblée constituante birmane de l'indépendance vis-à-vis du Royaume-Uni, U Thant est directeur de la presse dans le gouvernement provisoire. Dans la Birmanie indépendante, il est directeur de la radiodiffusion en 1949, secrétaire au ministère de l'Information de 1949 à 1953 et secrétaire du Premier ministre U Nu de 1953 à 1957. 

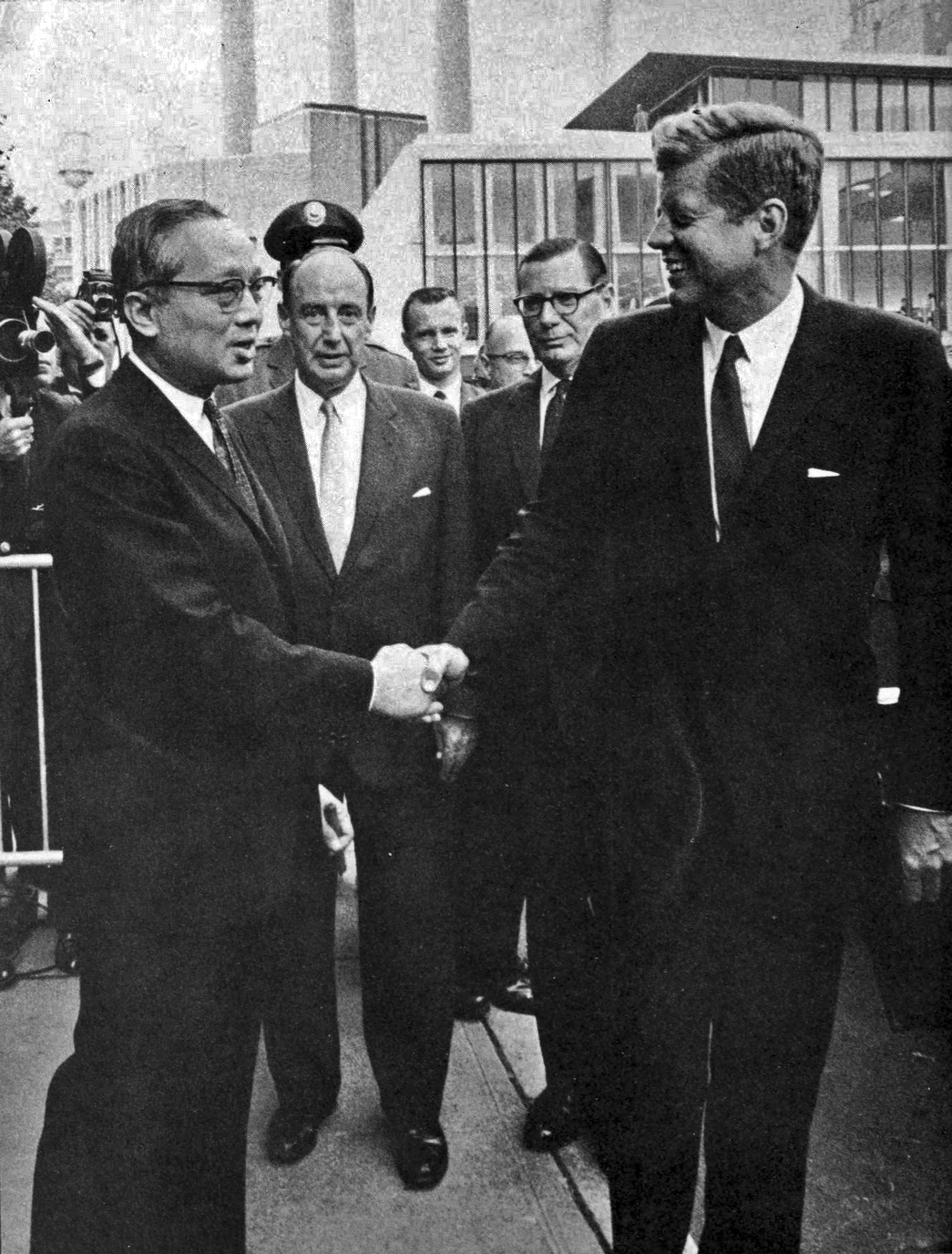
U Thant et le président américain John F. Kennedy en 1961.

En 1952, il est aussi membre de la délégation birmane aux Nations unies avant de devenir le représentant permanent de son pays à l'ONU en 1957. À la mort du secrétaire général de l'ONU, Dag Hammarskjöld, en 1961, U Thant assure l'intérim avant d'être élu pour finir le mandat de son prédécesseur. Lors de la crise des missiles de Cuba, en octobre 1962, il demanda instamment à toutes les parties de s'abstenir de toute action militaire. Il intervint auprès de Kennedy, Khrouchtchev et Castro, confiant à ce dernier : « Si la CIA et le Pentagone continuent à avoir un tel pouvoir, je vois le futur du monde sous un jour très sombre ». Réélu en 1966, il remplit son mandat quinquennal jusqu'en décembre 1971, avant de passer les rênes à son successeur Kurt Waldheim.
Il reçoit le Prix Gandhi pour la paix en 1972 et le Prix des droits de l'homme des Nations unies en 1973. Il meurt le 25 novembre 1974 à New York. Sa dépouille, rapatriée en Birmanie, devient l'objet d'une lutte entre les étudiants birmans et le gouvernement militaire de Ne Win, qui s'en empare et l'inhume dans une tombe scellée au Kandawmin Garden Mausolea, à Rangoon.